# Crass
Pour les articles homonymes, voir Crass (homonymie).
Crass est un groupe et collectif d'artistes britannique d'anarcho-punk, fondé en 1978 et originaire de Dial House, une maison communautaire près d'Epping dans l'Essex, en Angleterre. La position de Crass était directement liée à l'anarchisme libertaire ou aux courants de pensées politiques communautaristes du XXe siècle. Prenant au mot le manifeste punk du do it yourself, Crass combine la chanson, le film, le collage sonore, le graphisme et la subversion pour lancer un front soutenu critique et novateur contre tout ce qui leur paraissait être une culture basée sur la violence, la guerre, le sexisme, l'hypocrisie religieuse et le mode de vie bourgeois du Royaume-Uni thatcherien.
Ils furent parmi les pionniers de l'anarcho-pacifisme alternatif et engagé dominant la scène punk. Ils se séparent en 1984, en hommage au roman de George Orwell.

## Histoire

### Origines (1977)

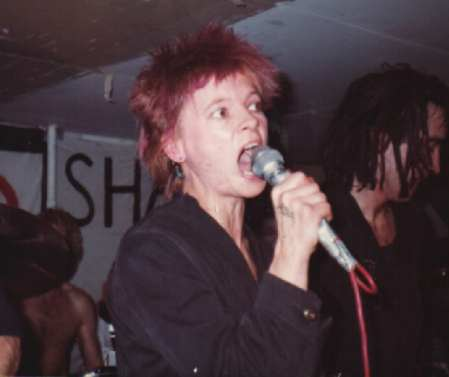
Eve Libertine, chanteuse du groupe, en décembre 1981.

Le groupe est formé lorsque Penny Rimbaud (Jerry Ratter), fondateur de Dial House et ancien membre du groupe de performances artistiques d'avant-garde EXIT, commence à jouer avec Steve Ignorant, un fan des Clash qui vivaient à Dial House à l'époque. Ils composent les chansons So what ? et Do They Owe Us a Living ? en tant que duo batterie et voix. Ils s'appellent initialement Stormtrooper un court moment, avant de choisir le nom de Crass en référence à la chanson de David Bowie Ziggy Stardust (la ligne The kids was just crass). D'autres membres de la maison se joignent à eux peu de temps avant qu'ils ne se produisent au sein du festival de rue improvisé d'Huntley Street, au nord de Londres, pour leur premier concert. Peu de temps après, ils jouent au club punk le Roxy, dans le quartier de Covent Garden à Londres.
Selon le groupe lui-même, ce fut une débâcle de saoulerie, qui s'achèvera par l'éviction du groupe de la scène, immortalisée dans la chanson Banned from the Roxy, et l'essai de Penny Rimbaud Crass at the Roxy. Leurs concerts suivants eurent lieu au pub White Lion à Putney, régulièrement aux côtés de UK Subs. Ces performances n'étaient guère fréquentées ; « le public était surtout constitué de nous-même lorsque UK Subs jouait et des Subs quand nous jouions »[réf. nécessaire].
Plus tard, le groupe décide de se prendre plus au sérieux, notamment en ce qui concernait leur présentation. Évitant l'usage de drogues comme l'alcool ou le cannabis avant les concerts, ils adoptent une esthétique de vêtements noirs, du style des surplus militaires, que ce soit sur ou hors de scène. Penny Rimbaud expliqua, dans un texte figurant sur la pochette de la compilation Best Before, que le port de vêtements noir était pour eux une manière de s'opposer à la « [peacockery] narcissique des punks à la mode »). Ils introduisent aussi leur fond de scène distinctif, un logo dessiné par un ami de Penny Rimbaud, Dave King (plus tard membre de Sleeping Dogs Lie), qui figure au recto de la pochette de The feeding of the 5000. L'image para-militaire du groupe conduira certains à les soupçonner de fascisme. Crass argua que l'apparence de leur uniforme était une posture contre le culte de la personnalité, de sorte que, contrairement à la norme de beaucoup de groupes de rock, nul membre ne serait identifié comme leader.
Le logo de Crass représentait un amalgame de plusieurs icônes d'autorité dont la croix chrétienne, la svastika et le drapeau du Royaume-Uni, mélangés à un serpent à deux têtes se consumant lui-même pour symboliser l'idée que le pouvoir se détruira lui-même. Utiliser des messages délibérément entremêlés était partie intégrante de la stratégie de Crass qui se présentait comme « un barrage de contradictions », incluant l'usage de musique bruyante, agressive pour promouvoir un message pacifique, et c'était aussi une référence à leurs propres influences dadaistes et de performances artistiques. Le groupe refusait tout éclairage élaboré pendant les performances scéniques, préférant une simple ampoule nue. Le groupe était aussi pionnier des techniques de présentation multimédia, utilisant pleinement la technologie de la vidéo et utilisant des projections de films en arrière-plan et des collages vidéo réalisés par Mick Duffield et Gee Vaucher pour enrichir leurs performances,.
Les combats du groupe sont nombreux : végétarisme, féminsime, pacifisme, autogestion...

### Crass Records (1978–1979)

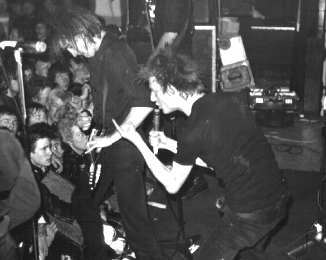
Crass, en 1981. N.A. Palmer (à gauche) et Steve Ignorant (à droite).

La première production de Crass est The Feeding Of The 5000, un EP 45 tours de 18 titres sur le label Small Wonder en 1978. Cet enregistrement contient notammanent la chanson "Punk is dead", très critique sur ce qu'est devenu le mouvement punk, et notamment les Clash. La chanson devient emblématique du groupe,,. Les ouvriers de l'usine de pressage refusèrent de s'en charger sous prétexte du contenu prétendument blasphématoire de la chanson Reality Asylum,. L'enregistrement fut produit par la suite sans le morceau incriminé, remplacé par deux minutes de silence ironiquement intitulées The Sound of Free Speech. Cet incident poussa Crass à créer leur propre label de disques, Crass Records, afin de garder un contrôle éditorial total sur leurs productions, et Reality Asylum sorti bientôt dans une version ré-enregistrée et rallongée, en 45 tours. Un pressage ultérieur de l'album restaure le morceau manquant.
Au même titre que leurs propres productions, Crass Records produisit d'autres artistes, dont la première fut en 1980 le simple You Can't Be You de Honey Bane, une adolescente qui vivait à Dial House après avoir fugué de son foyer. Parmi les autres artistes figuraient Zounds, Flux of Pink Indians, Rudimentary Peni, Conflict, le groupe islandais Kukl (dans lequel chantait Björk), la chanteuse classique Jane Gregory et Poison Girls, un groupe très proche de Crass qui travailla avec eux plusieurs années.
Ils ont aussi sorti trois éditions de Bullshit Detector, des compilations de démos et d'enregistrements bruts censés représenter l'éthique punk du do it yourself) (fait main). Le tout premier titre de Napalm Death est édité sur le troisième volume. Les numéros de catalogue des sorties du label Crass Records marquaient un compte à rebours jusqu'à l'année 1984 (par exemple, 521984 signifiait « cinq ans avant 1984 »), qui est à la fois l'année où ils décidèrent de se séparer, et une date pleine de signification dans le calendrier anti-autoritaire du roman éponyme de George Orwell (1984).

### Penis EnvyetChrist the Album(1981–1982)

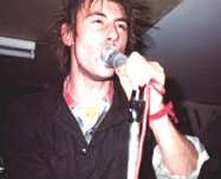
Steve Ignorant en décembre 1981.

Crass produisent leur troisième album, Penis Envy, en 1981. Il marque leur éloignement de l'image punk hardcore sous testostérone, que Feeding to the 5000 et son successeur Stations of the Crass avaient pour une bonne part donné au groupe. Il comprenait des arrangements musicaux plus complexes et les voix exclusivement féminines d'Eve Libertine et de Joy de Vivre. Bien que Steve Ignorant soit toujours membre du groupe, il est crédité sur la pochette du disque comme « absent de cet enregistrement ».
L'album aborde des problématiques féministes et attaque à nouveau des institutions comme le mariage et la répression sexuelle. Un titre, parodie délibérée d'une chanson d'amour sucrée est distribué en disque flexible dans un magazine romantique pour adolescentes, après qu'il eut été offert à ce magazine par une organisation appelée Services de Sons et Enregistrements Créatifs (dont l'acronyme est C.R.A.S.S. en anglais). Une controverse mineure en résultat dans les tabloïds lorsque la supercherie fut révélée ; News of the World alla jusqu'à déclarer que le titre de l'album était « trop obscène pour être imprimé ».
Le quatrième album du groupe, Christ the Album, est un double sorti en 1982. Il est enregistré, produit et mixé en plus d'un an, alors que la guerre des Malouines avait eu lieu et s'était terminée. Crass remirent alors fondamentalement en question leur façon de faire des disques. En tant que groupe dont le premier objectif était de commenter les thèmes politiques, ils se sont sentis dépassés et semblaient être redondants par rapport aux événements du monde.
Les productions suivantes, dont les singles How does it Feel to Be the Mother of A Thousand Dead et Sheep Farming in the Falklands ainsi que l'album Yes Sir, I Will, virent le groupe revenir à un son extrêmement brut et basique. Chaque nouvelle sortie de disque fut la réponse tactique du groupe à une situation politique déterminée.

### Militantisme politique etThatchergate(1983)
Avec des graffitis au pochoir dans le réseau souterrain de Londres dès les premiers jours, le groupe s'impliqua dès ses débuts dans le militantisme politique autant que dans les activités musicales. En 1983 et 1984, ils participèrent aux actions Stop the City que l'on peut considérer comme les précurseurs des manifestations anti-globalisation du début du XXIe siècle. Le support explicite de ces actions se fit à travers les paroles du 45 T You're Already Dead, qui montra aussi l'abandon de Crass de leur long engagement pacifiste. Cela amena le groupe à une introspection plus poussée, certains membres devinrent amers de l'abandon de leur démarche essentiellement positive.
Reflet de ce débat, la production suivante sous le nom de Crass fut Acts of Love, des arrangements de musique classique de 50 poèmes de Penny Rimbaud décrits comme « 50 chansons à mon autre moi-même » voulant célébrer « le sens profond de l'unité, de la paix, de l'amour qui existent en cet autre moi-même »[réf. nécessaire]. Les membres de Crass sont à l'origine d'un autre canular post-guerre des Malouines qui recueillit assez d'attention pour faire craindre à l'administration Reagan des activités du KGB. Connue sous le nom de Thatchergate tapes, il s'agissait d'une cassette de fausse conversation faite d'échantillons des voix de Margaret Thatcher et de Ronald Reagan, dans laquelle ils semblaient alléguer que l'Europe serait la cible d'armes nucléaires de courte-portée en cas de conflit en États-Unis et Union soviétique. Des copies sont divulguées publiquement et rassemblées de manière totalement anonyme, le journal The Observer faisant le lien avec le groupe.

### Dissolution (1984)

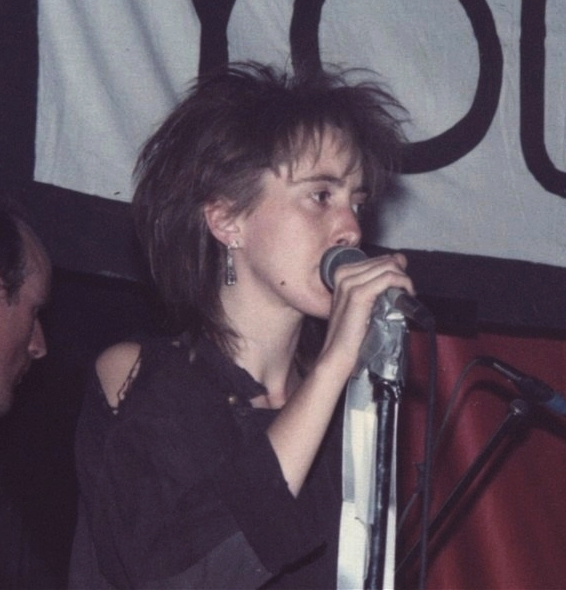
Joy de Vivre en 1984.

Après être devenus une épine particulièrement irritante dans le flanc du gouvernement de Margaret Thatcher à la suite de la guerre des Malouines, Crass est resté dans la tourmente. Des questions au Parlement et une tentative de poursuite sous le coup du Obscene Publications Act du Royaume-Uni les mena à une suite de batailles judiciaires. Le groupe subit une forme de harcèlement qui lui fit atteindre finalement ses limites. Le 7 juillet 1984, ils donnent un tout dernier concert à Aberdare, au Pays de Galles, au bénéfice des mineurs en grève, avant de se retirer à Dial House pour recentrer leurs énergies ailleurs. Le guitariste Andy Palmer avait annoncé qu'il allait quitter Crass pour poursuivre ses études d'art. Crass considéra que le remplacer serait « comme avoir un cadavre au sein du groupe »[réf. nécessaire]. Cela précipita la mise en application de l'intention qu'ils avaient toujours affirmée uniformément de se séparer en 1984.

### Activités post-séparation (depuis 1985)
Steve Ignorant partit rejoindre le groupe Conflict, avec qui il avait déjà travaillé sur des bases ad hoc, et en 1992 il formera Schwartzeneggar. De 1997 à 2000, il fut membre du groupe Stratford Mercenaries. Il jouera dans le spectacle de marionnettes Punch et Judy. Eve Libertine continua d'enregistrer avec son fils Nemo Jones parallèlement à ses performances sous le nom d'A-Soma. Elle eut aussi un projet parallèle avec Penny Rimbaud dont on retiendra l'album Acts of Love paru en 1985.
Pete Wright se concentre sur la construction d'un bateau habitable et monte la troupe de performances artistiques Judas 2. Rimbaud continuera à écrire et se produire en solo ou avec d'autres artistes (avec un retour pour son album The Death of Imagination publié en 2001).
En 2010, Crass annonce la sortie de The Crassical Collection composée de rééditions remasterisées de leur catalogue. Trois anciens membres du groupe seront en désaccord avec cette sortie, et menaceront de poursuites en justice,. Malgré ces objections, le projet est quand même publié. La première réédition s'intitule The Feeding of the 5000, et est publiée en août 2010. Stations of the Crass suit en octobre, avec de nouvelles éditions Penis Envy, Christ – The Album, Yes Sir, I Will et Ten Notes on a Summer's Day publiées en 2011 et 2012. La presse spécialisée félicite la qualité sonore,,.
En 2011, Steve Ignorant embarque pour une tournée internationale baptisée The Last Supper. Il y joue des chansons de Crass au Shepherds Bush Empire le 19 novembre. Ignorant explique qu'il s'agira de la dernière fois qu'il chantera des chansons de Crass.

## Influences
L'influence esthétique et philosophique de Crass sur bon nombre de groupes punk des années 1980 est incontestable, même si peu de groupes imitèrent leur dernier style de musique de forme libre (comme sur Yes Sir, I Will et leur ultime enregistrement, 10 Notes on a Summer's Day). Les antécédents musicaux et influences du groupe étaient rarement issus de la musique rock traditionnelle, mais plutôt de la musique classique (particulièrement Benjamin Britten, dont certains riffs de Crass sont des plagiats directs, selon Penny Rimbaud), Dada et l'avant-garde comme John Cage autant que les traditions d'art scénique. Leurs pochettes de peintures et collages noir-et-blanc réalisés par Gee Vaucher devinrent eux-mêmes un modèle de signature esthétique.
Le 1er octobre 2007 est sorti 12 Crass Songs sur le label Rough Trade, un disque de Jeffrey Lewis, pape de l'anti-folk new yorkais, entièrement consacré à des reprises de Crass. Si Jeffrey Lewis s'est permis de modifier certains textes (remplaçant au besoin l'Irlande par l'Irak, afin que les thèmes abordés restent en cohérence avec l'actualité), il a surtout rendu les chansons de Crass plus audibles en en modifiant les structures ou tonalités initiales. En résulte un disque à mi-chemin entre l'univers intellectuel et politique de Crass et l'esthétique bricolo-folk habituel de Jeffrey Lewis.

## Polémique
Le fait d'avoir porté plainte en juillet 2012 contre un site web proposant gratuitement leurs albums en téléchargement, en vertu du Digital Millennium Copyright Act, est apparu pour nombre de fans comme en totale contradiction avec leurs idéaux anticapitalistes.

## Membres
- Steve Ignorant - chant
- N. A. Palmer - guitare
- Phil Free - guitare
- Pete Wright - basse
- Penny Rimbaud - batterie
- Gee Vaucher - pochette
- Eve Libertine - chant
- Joy De Vivre - chant
- Mick Duffield - films

## Discographie

### Albums studio
- 1978 : The Feeding of the 5000
- 1979 : Stations of the Crass
- 1981 : Penis Envy
- 1982 : Christ: the Album
- 1987 : Best Before 1984

### Singles
- 1979 : Reality Asylum / Shaved Women
- 1980 : Nagasaki Nightmare / Big A Little A 7"
- 1980 : Rival Tribal Rebel Revel 7" (disque flexi)
- 1981 : Our Wedding 7" (disque flexi)
- 1981 : Sheep Farming In The Falklands
- 1983 : Whodunnit? 7"
- 1983 : How Does It Feel? / The Immortal Death / Don't Tell Me You Care
- 1984 : You're Already Dead
- 10 Notes on a Summer's Day 12[25]

### Album live
- 1982 : Christ: the Movie (VHS)

### EP
- 1983 : Yes Sir, I Will
- 1986 : Ten Notes on a Summer's Day

### Split
- Bloody Revolutions / Persons Unknown 7" (avec Poison Girls)